# 자연 환경

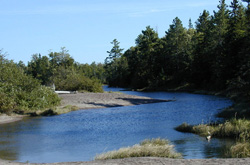
자연환경의 예시

자연 환경(自然環境, 영어: natural environment)은 지구의 모든 생물과 무생물을 아우르는 상태를 일컫는 말이다. 일반적으로 환경이라 말하는 경우 자연환경을 의미한다. 다만, 대한민국 환경정책기본법에서는 환경을 자연환경과 생활환경을 포함하는 의미로 사용하고 있다.

## 의미
대한민국 환경정책기본법 제3조 2항에서는 자연환경을 '지하·지표(해양을 포함한다.) 및 지상의 모든 생물과 이들을 둘러싸고 있는 비생물적인 것을 포함한 자연의 상태(생태계 및 자연경관을 포함한다.)'라고 정의하고 있다.
구체적으로 자연환경은 다음과 같은 것들을 포괄한다.
- 인간의 손길이 닿지 않은 지형 및 모든 동물과 식물들을 포괄하여 생태계로서 기능하는 대지 경관
- 천연 자원이나 공기의 순화, 물의 순환, 기후와 같은 대지현상
- 인간과 밀접한 관련이 있는 자연적 특징

## 인간의 활동
인간의 활동은 자연환경에 의해 영향을 주고받는다.
- 천연 자원의 채취: 인간은 선사시대부터 주변의 자연환경으로부터 생활에 필요한 자원을 채취하여 왔다. 주요 자원으로는 에너지를 얻기 위한 연료, 먹을 음식, 도구를 만들기 위한 재료 등이 있다.
- 인공 환경: 인간은 여러 가지 필요에 의해 자연환경을 변화시켜 왔다. 이렇게 인간의 손에 의해 변화된 환경을 자연환경과 대비하여 인공 환경이라 한다. 경작지, 농장과 같이 자연환경을 지속적으로 이용하기 위한 것들에서부터 도로, 다리, 운하와 같이 자연환경을 준 영구적으로 변경시키는 것에 이르기까지 다양하다.

## 환경오염

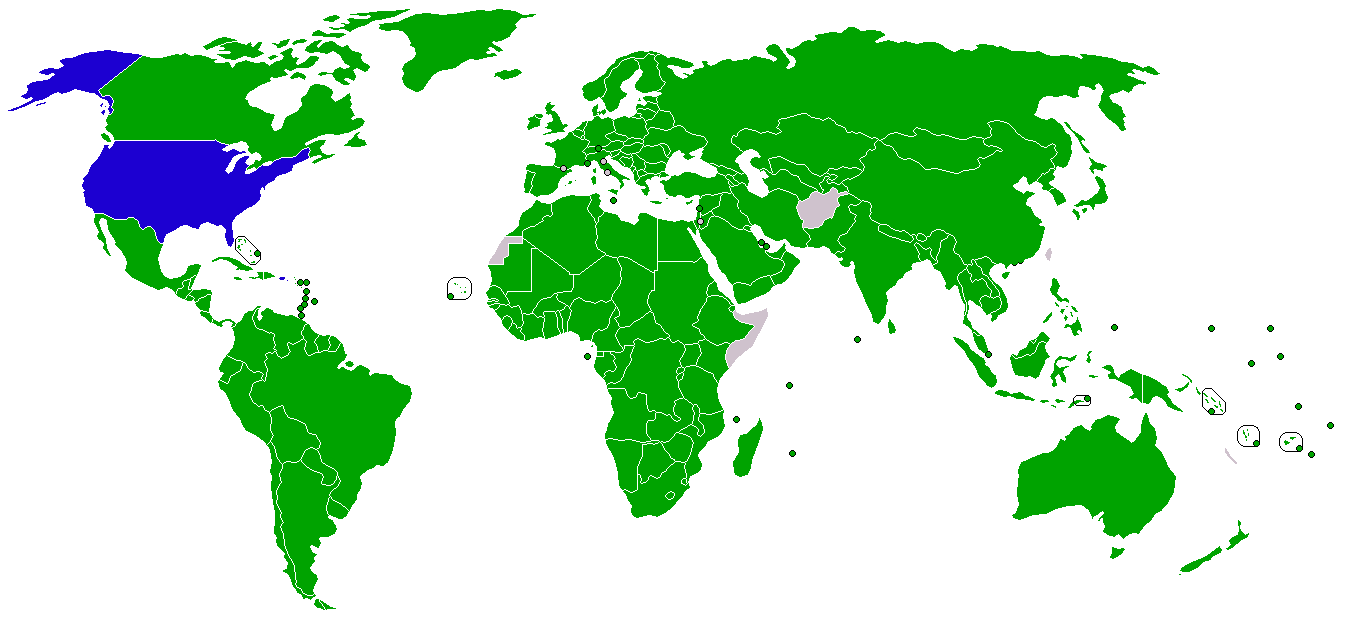
교토 의정서에 동의한 국가들(초록색). 여러 국가들이 환경 오염을 막기 위해 공동으로 대응한 예시이다.

환경오염은 인간의 활동으로 인해 환경의 고유 기능이 상실되는 것을 의미한다. 대한민국 환경정책기본법에서는 환경오염을 '사업활동 기타 사람의 활동에 따라 발생되는 대기오염, 수질오염, 토양오염, 해양오염, 방사능오염, 소음·진동, 악취, 일조방해 등으로써 사람의 건강이나 환경에 피해를 주는 상태'라고 정의하고 있다. 환경오염은 복합적으로 작용하기 때문에 대기오염으로 인해 산성비가 유발되고, 산성비로 인해 토양오염이 유발되는 것처럼 오염이 또 다른 오염의 원인이 되기도 한다. 또한, 4대강 사업처럼 환경오염 문제가 정치, 경제 등 다른 분야와 밀접하게 관련을 맺고 있는 경우도 있으며, 황사나 지구온난화, 미세먼지, 체르노빌 원자력 발전소 사고처럼 국경을 넘어 피해를 주는 경우도 있어 여러 국가들이 공동으로 대응하기도 한다.

## 같이 보기
- 생태계
- 자연
- 국제 연합 환경 계획 (UNEP)
- 4대강 사업